# Matteo Bonini
Matteo Bonini (Castelnovo ne' Monti, 20 settembre 1985) è un pilota motociclistico italiano.

## Carriera
Dopo aver esordito nelle competizioni destinate alle minimoto da fuoristrada, nel 2000 ha iniziato a gareggiare nel motocross.
Dopo aver disputato alcuni campionati nazionali, nel 2004 inizia le partecipazioni ai campionati europei della specialità ed in seguito a quelle mondiali.
Ha disputato il Campionato mondiale di motocross 2008 nella classe MX2 con una Yamaha del team De Carli con cui è legato dal 2006. Contemporaneamente ha gareggiato nel campionato europeo Supercross.
Nel 2009 ha firmato un contratto col team KTM Silver Action per disputare il campionato mondiale nella classe MX2 . Nel corso della stagione debutta nel Mondiale MX1, che poi disputa per intero nel 2010 con la Yamaha del team 3C Racing.
Nel 2011 lascia il motocross per dedicarsi al supercross con il team Suzuki Motorworld.